# جزيرة فوهر

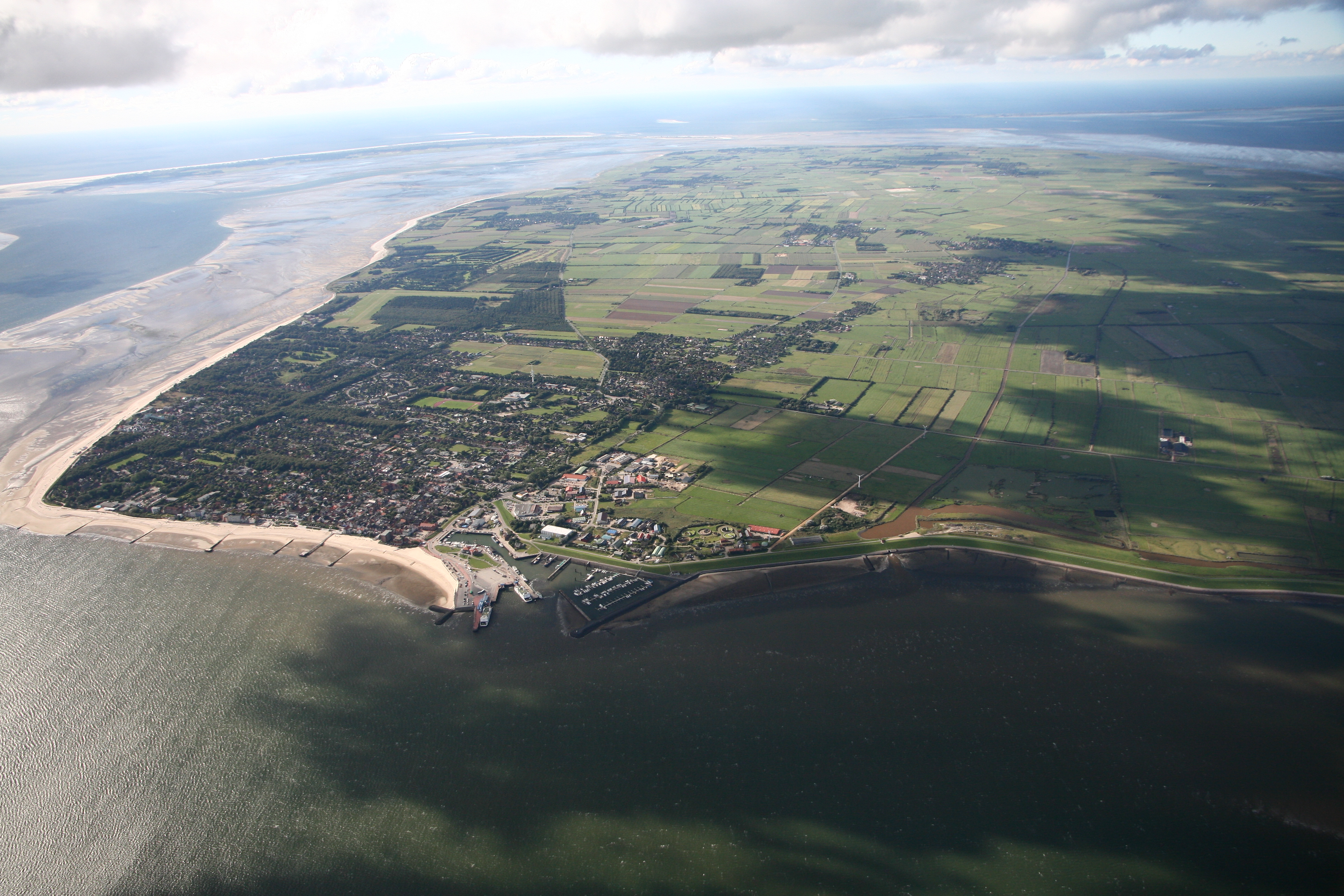
منظر جوي لجزيرة فوهر.

جزيرة فوهر، (Föhr). النطق (Fering North Frisian: Feer، Danish: Før). هي واحدة من جزر الفريزية الشمالية على ساحل بحر الشمال الألمانية. وهو جزء من منطقة شمال فريسلاند في ولاية شليسفيغ هولشتاين. Foehr هي ثاني أكبر جزيرة في بحر الشمال في ألمانيا ووجهة شعبية للسياح. توجد مدينة وأحد عشر مجتمعًا مختلفًا في الجزيرة. المناخ في فصول الشتاء المعتدلة والصيف بارد.

## المناخ
يظهر الجدول التالي التغييرات المناخية على مدار السنة لجزيرة فوهر:
| البيانات المناخية لـجزيرة فوهر   | البيانات المناخية لـجزيرة فوهر | البيانات المناخية لـجزيرة فوهر | البيانات المناخية لـجزيرة فوهر | البيانات المناخية لـجزيرة فوهر | البيانات المناخية لـجزيرة فوهر | البيانات المناخية لـجزيرة فوهر | البيانات المناخية لـجزيرة فوهر | البيانات المناخية لـجزيرة فوهر | البيانات المناخية لـجزيرة فوهر | البيانات المناخية لـجزيرة فوهر | البيانات المناخية لـجزيرة فوهر | البيانات المناخية لـجزيرة فوهر | البيانات المناخية لـجزيرة فوهر |
| الشهر                            | يناير                          | فبراير                         | مارس                           | أبريل                          | مايو                           | يونيو                          | يوليو                          | أغسطس                          | سبتمبر                         | أكتوبر                         | نوفمبر                         | ديسمبر                         | المعدل السنوي                  |
| -------------------------------- | ------------------------------ | ------------------------------ | ------------------------------ | ------------------------------ | ------------------------------ | ------------------------------ | ------------------------------ | ------------------------------ | ------------------------------ | ------------------------------ | ------------------------------ | ------------------------------ | ------------------------------ |
| المتوسط اليومي °م (°ف)           | 1.1 (34.0)                     | 0.9 (33.6)                     | 3.0 (37.4)                     | 6.4 (43.5)                     | 11.0 (51.8)                    | 14.4 (57.9)                    | 15.8 (60.4)                    | 16.1 (61.0)                    | 13.8 (56.8)                    | 10.3 (50.5)                    | 5.7 (42.3)                     | 2.4 (36.3)                     | 8.4 (47.1)                     |
| الهطول مم (إنش)                  | 61.6 (2.43)                    | 36.2 (1.43)                    | 48.4 (1.91)                    | 41.7 (1.64)                    | 44.2 (1.74)                    | 63.1 (2.48)                    | 68.8 (2.71)                    | 70.8 (2.79)                    | 88.2 (3.47)                    | 97.5 (3.84)                    | 97.4 (3.83)                    | 74.9 (2.95)                    | 792.8 (31.21)                  |
| ساعات سطوع الشمس الشهرية         | 42.4                           | 71.0                           | 110.2                          | 169.8                          | 229.3                          | 229.7                          | 213.4                          | 213.6                          | 139.5                          | 89.3                           | 50.0                           | 38.1                           | 1٬596                          |
| المصدر: الأرصاد الجوية الألمانية |                                |                                |                                |                                |                                |                                |                                |                                |                                |                                |                                |                                |                                |